# Пальна (приток Быстрой Сосны)
Пальна (Паленка, Большая Верейка) — река в Липецкой области России. Левый приток реки Быстрой Сосны. Протекает по территории Становлянского, Елецкого и Краснинского районов.
По реке получили названия три села Липецкой области — Пальна-Михайловка, Аргамач-Пальна и Красная Пальна, а также река Палёнка.

## Данные водного реестра
По данным государственного водного реестра России относится к Донскому бассейновому округу, водохозяйственный участок реки — река Сосна, речной подбассейн реки — бассейны притоков Дона до впадения Хопра. Речной бассейн реки — Дон (российская часть бассейна).
Код объекта в государственном водном реестре — 05010100212107000001944.